# 15º Torneio de Montreux de 1935
O 15º Torneio de Montreux de 1935  foi a 15ª edição do Torneio de Montreux. e o 2º realizado em 1935. Neste ano a organização decidiu promover 2 Torneios com os mesmos 4 participantes: o 1º disputado numa poule todos contra todos, e um 2º disputado num sistema de meias-finais e final.

## Resultados
|  | Meias Finais        | Meias Finais |   |  | Final               | Final |  |
|  |                     |              |   |  |                     |       |  |
|  | 22 de Abril de 1935 |              |   |  |                     |       |  |
|  | Dopalavoro          | 2 (4 E)      |   |  |                     |       |  |
|  | Itália Juniores     | 2 (3 T)      |   |  |                     |       |  |
|  |                     |              |   |  |                     |       |  |
|  |                     |              |   |  | 22 de Abril de 1935 |       |  |
|  |                     |              |   |  | HC Montreux         | 5 G   |  |
|  |                     | Lyon         | 2 |  |                     |       |  |
|  |                     |              |   |  |                     |       |  |
|  |                     |              |   |  |                     |       |  |
|  |                     |              |   |  |                     |       |  |
|  | 22 de Abril de 1935 |              |   |  |                     |       |  |
|  | HC Montreux         | 9            |   |  |                     |       |  |
|  | Lyon                | 2            |   |  |                     |       |  |

- ET-Tempo Extra;